# 胡家鳳
胡 家鳳（こ かほう、繁体字: 胡家鳳; 簡体字: 胡家凤; 拼音: Hú Jiāfèng; ウェード式: Fu Chia-feng）は、中華民国の政治家・実業家。字は秀松。

## 事跡
1912年（民国元年）、国立北京法政専門学校を卒業し、後に北京政府で教育部主事、視学を歴任した。1923年（民国12年）4月から翌年8月まで江西省教育庁庁長署理を務めている。その後、私立中国大学、私立華北大学、国立北平大学農学院、警官高等学校で教授を歴任した。また、塩務学校で教育長兼校長代理も務めている。1931年（民国20年）2月より青島市政府秘書長に任ぜられた。
日中戦争（抗日戦争）勃発後、胡家鳳は山東省政府委員兼秘書長に任ぜられ、省政府主席の沈鴻烈に随従した。まもなく胡は国民政府軍事委員会国防最高会議第1処処長に転じている。1940年（民国29年）10月、江西省政府委員に任ぜられ、翌年1月には同省政府秘書長に就任した。戦後は軍事委員会東北行轅秘書長、立法院立法委員を歴任している。1948年（民国37年）4月、王陵基の後任として江西省政府主席に起用されたが、翌年1月に早くも辞任し、5月には香港へ移った。
1950年（民国39年）秋に胡家鳳は台湾に移り、総統府国策顧問に任ぜられた。翌年春、裕台企業公司董事長となっている。
1962年（民国51年）12月29日、台北市にて病没。享年77（満76歳）。